# Ryō Kushino
Ryō Kushino (japanisch 櫛野 亮 Kushino Ryō; * 3. März 1979 in der Präfektur Kumamoto) ist ein ehemaliger japanischer Fußballspieler.

## Karriere
Kushino erlernte das Fußballspielen in der Schulmannschaft der Ozu High School. Seinen ersten Vertrag unterschrieb er 1997 bei den JEF United Ichihara (heute: JEF United Chiba). Der Verein spielte in der höchsten Liga des Landes, der J1 League. 2005 und 2006 gewann er mit dem Verein den J.League Cup. Für den Verein absolvierte er 139 Erstligaspiele. 2007 wurde er an den Erstligisten Nagoya Grampus Eight ausgeliehen. Für den Verein absolvierte er sechs Erstligaspiele. 2008 kehrte er zu JEF United Chiba zurück. Am Ende der Saison 2009 stieg der Verein in die J2 League ab. Für den Verein absolvierte er 43 Spiele. Ende 2013 beendete er seine Karriere als Fußballspieler.

## Erfolge
JEF United Ichihara/JEF United Chiba 
- J.League Cup

Sieger: 2005, 2006
Finalist: 1998